# Mezősas, Hajdú-Bihar
Mezősas (în română Pusta Cărmăjdului)  este un sat în districtul Berettyóújfalu, județul Hajdú-Bihar, Ungaria, având o populație de 704 locuitori (2011). 

## Demografie
Componența etnică a satului Mezősas
     Maghiari (84,96%)
     Romi (9,44%)
     Români (5,6%)
Componența confesională a satului Mezősas
     Reformați (59,8%)
     Fără religie (12,22%)
     Romano-catolici (3,98%)
     Atei (1,56%)
     Necunoscută (21,73%)
     Ortodocși (0,71%)
Conform recensământului din 2011, satul Mezősas avea 704 locuitori. Din punct de vedere etnic, majoritatea locuitorilor (84,96%) erau maghiari, existând și minorități de romi (9,44%) și români (5,6%).  Din punct de vedere confesional, majoritatea locuitorilor (59,8%) erau reformați, existând și minorități de persoane fără religie (12,22%), romano-catolici (3,98%) și atei (1,56%). Pentru 21,73% din locuitori nu este cunoscută apartenența confesională.